# Juan de Carvajal (cardenal)

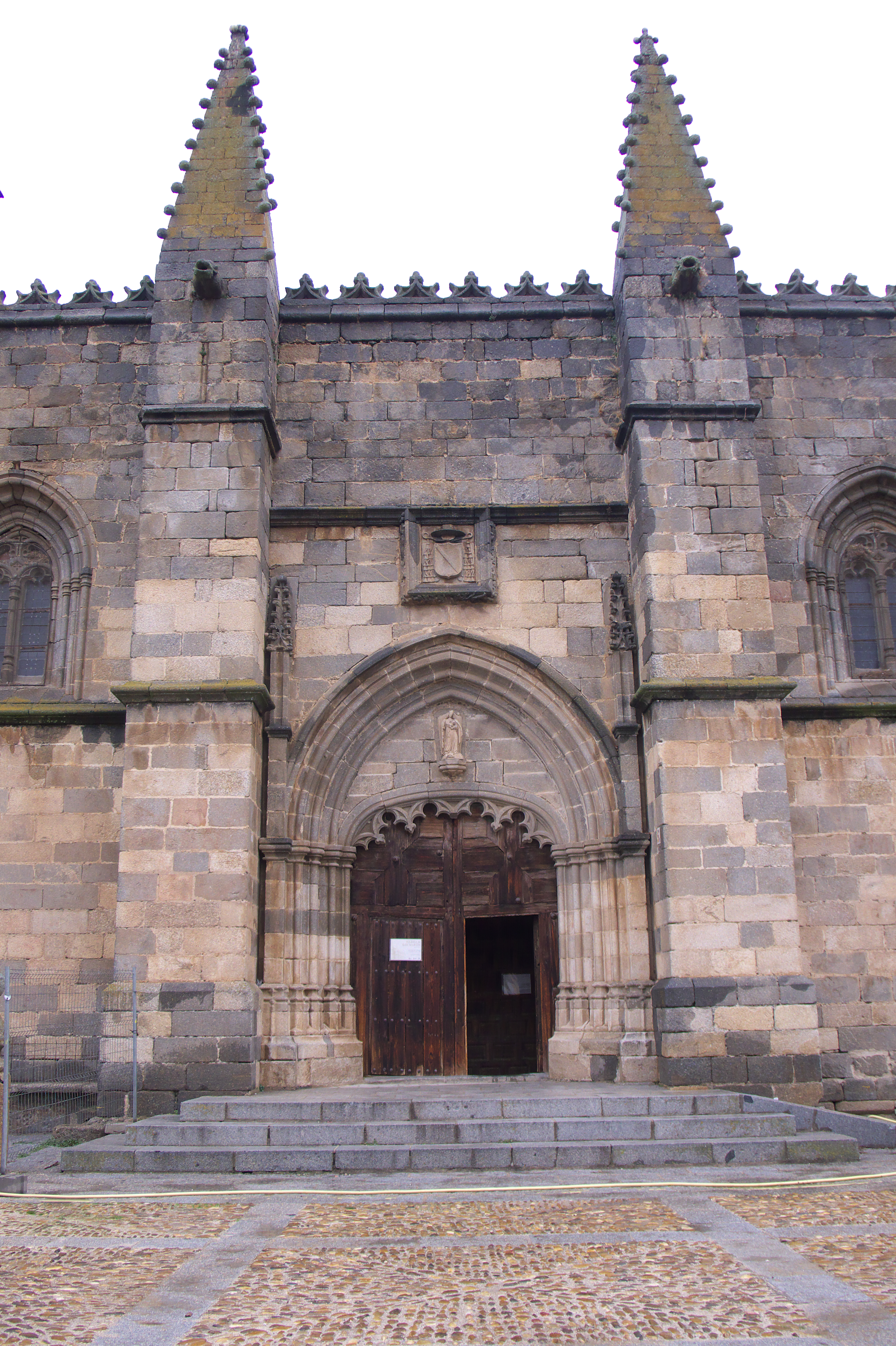
Escudo de armas de Juan de Carvajal en la colegiata de Bonilla de la Sierra.

Juan de Carvajal (circa 1400, Trujillo, España – Roma, 6 de diciembre de 1469) fue un religioso, diplomático, obispo y cardenal español.  Dedicó su vida al servicio exterior de la Santa Sede habiendo sido enviado 22 veces como legado papal a varios países y a entrevistarse con varios gobernantes.

## Vida y obra
Experto en Derecho canónico y civil, era ya importante en Roma en 1440 como auditor del tribunal de La Rota y gobernador de la ciudad. Dedicó su vida al servicio exterior de la Santa Sede de forma que el cardenal Jacopo Ammanati, decía de él que fue enviado 22 veces como legado papal a varios países y a entrevistarse con varios gobernantes.
Estuvo frecuentemente en Alemania entre 1441 y 1448 trabajando con el cardenal Nicolás de Cusa en aplacar la agresividad de los príncipes germanos hacia el papa Eugenio IV, intentando superar "su neutralidad" al final de la fase cismática del Concilio de Basilea y llegar a obtener tratados como el conocido como Concordato de los Príncipes de 1447 y el Concordato de Aschaffenburg (o de Viena) de 1448. 
Fue recompensado por el papa Eugenio IV, el 14 de diciembre de 1446, con el capelo cardenalicio y el título de «cardenal de Sant Angelo in foro piscium». Un poco antes, en 1443, había sido nombrado obispo de Coria, y en 1444 obispo de Plasencia, sede episcopal de Extremadura, para reemplazar a Gonzalo de Santa María. 
En 1444 y en 1448 Juan de Carvajal fue enviado a Bohemia para promover la causa de la unidad religiosa sin éxito por causa de los "calixtinos" y de Juan Rokyzana, arzobispo de Praga, apreciado en Bohemia pero cuya ortodoxia no estaba clara para Roma.
En 1455 Carvajal fue enviado por el papa Calixto III a Hungría para predicar una cruzada contra los turcos y fue durante seis años el alma de la primera resistencia efectiva a los conquistadores otomanos de Constantinopla (1453). Ayudado por el famoso predicador dominico san Juan de Capistrano reunió un ejército de unos 40.000 hombres que unió a las tropas del regente del reino húngaro, el conde Juan Hunyadi, y en el 22 de julio de 1456, en el sitio de Belgrado, llave del Danubio, venció en la resistencia de casi un siglo de la Hungría cristiana al islam otomano.
En 1457 reconcilió al rey de Polonia Casimiro IV Jagellón con el emperador Federico III de Habsburgo y en 1458, consiguió la paz entre la nobleza húngara y el rey Matías Corvino, sucesor de Ladislao V, rey de Hungría. Estaba todavía en Hungría cuando el papa Pío II invitó a los príncipes europeos a reunirse con él y con Carvajal en Mantua (1459) para discutir sobre el peligro turco para Europa y la necesidad de una Cruzada. 
Mientras que el cardenal Bessarion buscaba en Alemania algo más que brillantes promesas, Juan de Carvajal continuaba su trabajo en Hungría hasta su abandono en 1461 por notarse «viejo y débil». A su vuelta, Carvajal fue nombrado cardenal de Porto y de Santa Rufina. En su sede episcopal de Plasencia hay un puente sobre el río Tajo que se sigue llamando «puente del Cardenal». 
A pesar de sus achaques todavía intentó organizar la cruzada del papa Pío II en Ancona (Italia) en 1464, pero la muerte de Pío II el 14 de agosto de 1464 cambiaría la política guerrera vaticana. Aun así hizo un último viaje como legado pontificio a Venecia en 1466. Fue enterrado en la Iglesia de San Marcello al Corso.

## Su fama

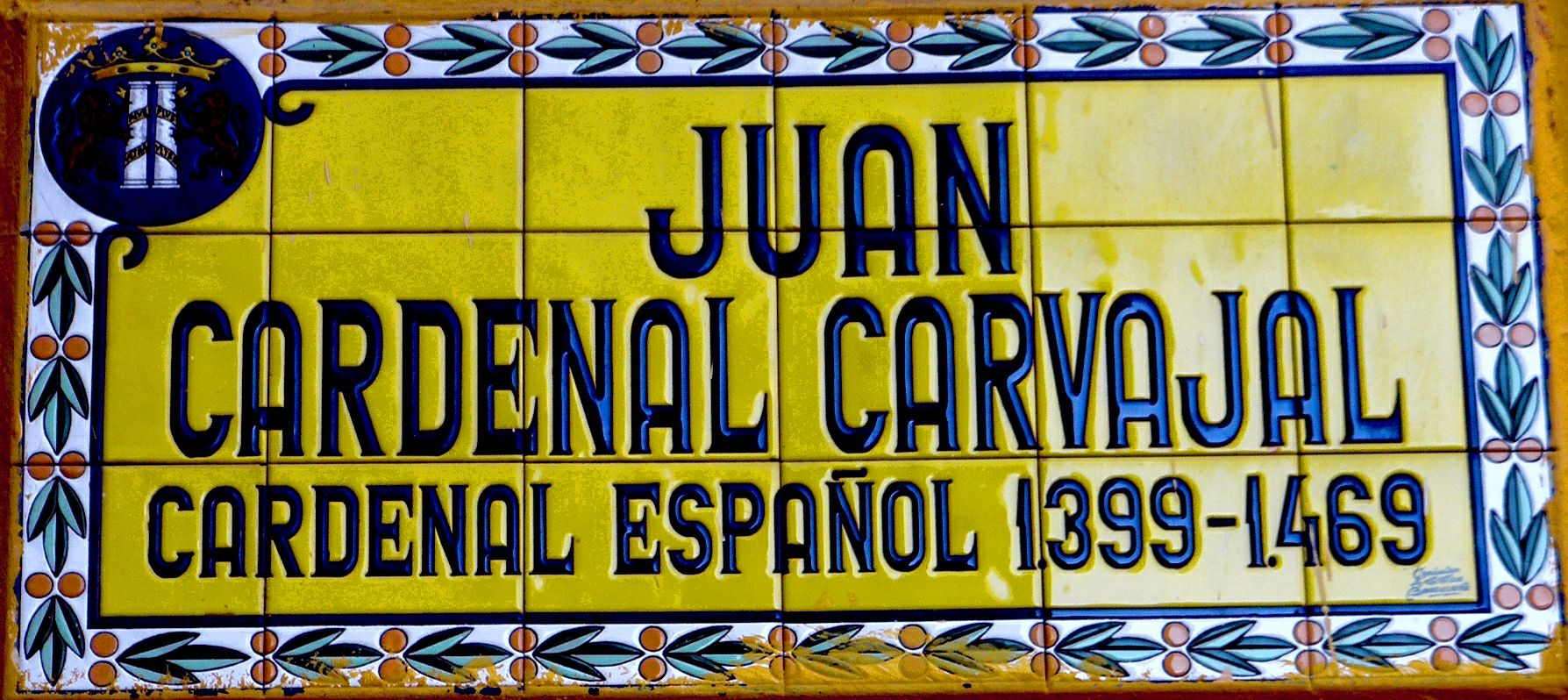
Calle en Badajoz dedicada a Juan de Carvajal

Con todos sus viajes, Carvajal adquirió fama de ser un hombre piadoso y decente, cosa rara en la época. «Este legado pontificio —escribía el rey de Hungría— corresponde en gran manera a lo que nosotros necesitamos». Sus contemporáneos lo consideraron «Ornamento de la Iglesia» comparable a los antiguos padres eclesiales (cardenal Ammanati) y «rememorador de la grandeza heroica de los primeros fundadores de Roma» (Pomponius Lætus).
Denifle menciona: una residencia universitaria creada por Carvajal en Salamanca. Palacky, el historiador no católico de Bohemia dice de Carvajal:

Su celo por la Fe, su pureza moral y la fuerza de su carácter eran insuperables siendo también sin rival en el conocimiento del mundo, en la experiencia en asuntos eclesiásticos y en los servicios que prestó a la autoridad papal. Principalmente por su trabajo a lo largo de veinte años obtuvo al fin lo mejor de los Concilios de Constanza: que las naciones volvieron a la obediencia (papal) y que su potencia y su gloria haya brillado ante el mundo con un esplendor que nunca se vio después de Bonifacio VIII.

Pastor dice de él «que estaba absolutamente libre de la inquieta ambición y auto-glorificación tan corriente entre los hombres del Renacimiento y que parecía nacido para la diplomacia eclesiástica. Su idea dominante era la consagración de su vida a la Iglesia y la promoción de la Gloria y El Poder del Vicario de Cristo». 
«Pars hæc vitæ ultima Christo neganda non est» [No debo rechazar a Cristo esta última parte de mi vida] fueron las palabras con las  que él mismo se ofreció al papa Pio II para encabezar la ayuda a la diminuta república cristiana de Ragusa en graves aprietos con los asedios turcos de 1464.
Carvajal no dejó obras publicadas. Entre sus escritos hay una defensa de la Santa Sede, informes de sus legaciones, cartas y discursos profanos y religiosos. Un monumento erigido a la memoria de Carvajal por el cardenal Bessarion dice: «Animo Petrus, pectore Cæsar erat» [Era Pedro en el alma y César en el valor].
| Predecesor: Pedro López de Miranda | Obispo de Coria 1443            | Sucesor: Alonso Enríquez de Mendoza |
| Predecesor: Gonzalo de Santa María | Obispo de Plasencia 1446 – 1469 | Sucesor: Rodrigo de Ávila           |